# HKM Rimavská Sobota
A HKM Rimavská Sobota (magyar nyelvű sajtóban használt nevei: HKM Rimaszombat, VHK Rimaszombat) egy szlovákiai jégkorongcsapat Rimaszombaton. A csapat beceneve a sasok, szlovákul orlov, ami a város címeréből eredő logójukra utal. A 2024-25-ös szezonban a 2. hokejová liga keleti csoportjában játszik. A hazai mérkőzéseit a Rimaszombati jégcsarnokban játssza. A csapat vezetőedzője Andrej Péter.

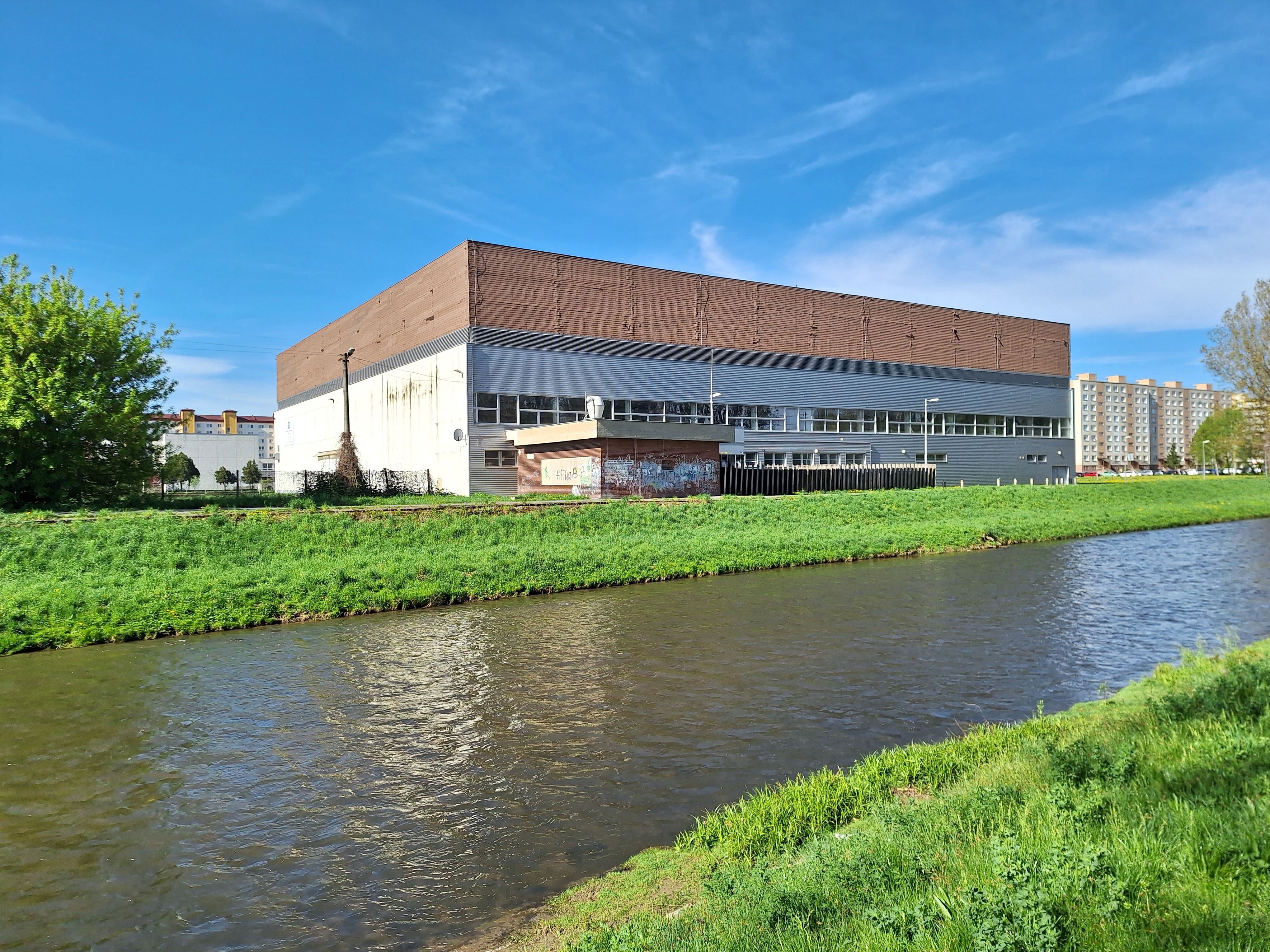
A rimaszombati jégcsarnok

## Története
A rimaszombati jégkorongozás 1988-ban kezdődött, amikor megnyitott a rimaszombati jégcsarnok. Kezdetben a rimaszombati csapat csak járási mérkőzéseket játszott. A ZŤS Rimavská Sobota megalapításával kezdett el a rimaszombati csapat a kerületi bajnokságban játszani.
A HKM Rimavská Sobota jogelődjének számító klubot 1995-ben alapították HK Transexpres Rimavská Sobota néven. Az 1997-98-as szezontól kezdődően a harmadosztályú 2. hokejová ligában játszott. 2004-ben a csakis utánpótlásképzéssel foglalkozó HC ORMET Rimavská Sobota át lett nevezve HKM Rimavská Sobotára, így nyerte el a klub a mai használt nevét. A 2008-09-es szezonban tért vissza a harmadosztályba, ahol a 6. helyen végzett. A 2011-12-es szezon alapszakaszának keleti csoportjában első helyen végzett, azonban az osztályzókon 1-2-es összesítésben alulmaradt a HK Iskra Partizánske csapatával szemben. A 2017-18-as szezonban a rájátszásba kerülve az elődöntőig jutott, ahol az MHK-Martin csapata győzte le 0-2-es összesítésben. A 2018-19-es szezonban csoportelsőként jutott tovább az alapszakaszban, a rájátszásban egészen a döntőig jutott, ahol a HK Levice csapatával mérkőzött meg, azonban 1-2-es összesítésben alulmaradt. A 2019-20-as szezonban újból csoportelsőként jutott tovább a rájátszásba, ahol az elődöntőben a HC 19 Humenné győzte le 1-3-as összesítésben. A 2021-22-es szezonban csoportmásodikként jutott be a rájátszásba, ahol a döntőig jutott, azonban a HK Steel Team Trebišov 0-3-as összesítésben győzte le. A 2. hokejová liga 2022-23-as szezonjában csoportharmadikként került a rájátszásba, aminek döntőjében a HK Detva csapatát 3-1-es összesítésben legyőzve felkerült a másodosztályú TIPOS Slovenská ligába, a klub történetében legelőször.

## Helyezések

### 2. hokejová liga
| Főcsoport (B csoport) | Főcsoport (B csoport) | Főcsoport (B csoport) | Főcsoport (B csoport) | Főcsoport (B csoport) | Főcsoport (B csoport) | Főcsoport (B csoport) | Főcsoport (B csoport) | Főcsoport (B csoport) | Rájátszás                                  |
| Szezon                | LM                    | GY                    | GY. H.                | V. H.                 | V                     | G                     | P                     | Helyezés              | Osztályozó                                 |
| --------------------- | --------------------- | --------------------- | --------------------- | --------------------- | --------------------- | --------------------- | --------------------- | --------------------- | ------------------------------------------ |
| 2011–12               | 18                    | 13                    | 1                     | 2                     | 2                     | 102:43                | 43                    | 1.                    | Vereség a HK Iskra Partizánske ellen (1-2) |
| 2012–13               | 24                    | 15                    | 1                     | 0                     | 8                     | 122:79                | 47                    | 3.                    | -                                          |
| 2013–14               | 21                    | 13                    | 2                     | 1                     | 5                     | 104:68                | 44                    | 3.                    | -                                          |
| 2014–15               | 24                    | 15                    | 1                     | 2                     | 6                     | 129:63                | 49                    | 3.                    | -                                          |

| Főcsoport (B csoport) | Főcsoport (B csoport) | Főcsoport (B csoport) | Főcsoport (B csoport) | Főcsoport (B csoport) | Főcsoport (B csoport) | Főcsoport (B csoport) | Főcsoport (B csoport) | Főcsoport (B csoport) | Rájátszás                                                           | Rájátszás                                                           | Rájátszás                                                           |
| Szezon                | LM                    | GY                    | GY. H.                | V. H.                 | V                     | G                     | P                     | Helyezés              | Negyeddöntő                                                         | Elődöntő                                                            | Döntő                                                               |
| --------------------- | --------------------- | --------------------- | --------------------- | --------------------- | --------------------- | --------------------- | --------------------- | --------------------- | ------------------------------------------------------------------- | ------------------------------------------------------------------- | ------------------------------------------------------------------- |
| 2014–15               | 24                    | 15                    | 1                     | 2                     | 6                     | 129:63                | 49                    | 3.                    |                                                                     |                                                                     |                                                                     |
| 2015–16               | 18                    | 6                     | 1                     | 0                     | 11                    | 68:74                 | 20                    | 6.                    | Nem jutott be a rájátszásba                                         | Nem jutott be a rájátszásba                                         | Nem jutott be a rájátszásba                                         |
| 2016–17               | 18                    | 11                    | 0                     | 0                     | 7                     | 93:67                 | 33                    | 4.                    | Nem jutott be a rájátszásba                                         | Nem jutott be a rájátszásba                                         | Nem jutott be a rájátszásba                                         |
| 2017–18               | 18                    | 10                    | 1                     | 0                     | 7                     | 87:61                 | 32                    | 3.                    | Győzelem a HC Prievidza ellen (2-0)                                 | Vereség a MHK-Martin ellen (0-2)                                    | -                                                                   |
| 2018–19               | 14                    | 10                    | 0                     | 1                     | 3                     | 69:35                 | 31                    | 1.                    | Győzelem a HK 2016 Trebišov ellen (2-0)                             | Győzelem a HK Bardejov ellen (2-1)                                  | Vereség a HK TAM Levice ellen (1-2)                                 |
| 2019–20               | 16                    | 14                    | 0                     | 1                     | 1                     | 94:31                 | 37                    | 1.                    | Győzelem a HK Bardejov ellen (3-1)                                  | Vereség a HC 19 Humenné ellen (1-3)                                 | -                                                                   |
| 2020–21               | 1                     | 1                     | 0                     | 0                     | 0                     | 11:1                  | 3                     | 1.                    | Az alapszakasz félbe lett szakítva, a rájátszás nem lett lejátszva. | Az alapszakasz félbe lett szakítva, a rájátszás nem lett lejátszva. | Az alapszakasz félbe lett szakítva, a rájátszás nem lett lejátszva. |
| 2021–22               | 12                    | 9                     | 0                     | 0                     | 3                     | 84:40                 | 27                    | 2.                    | Győzelem az ŠHK 37 Piešťany ellen (3-0)                             | Győzelem az MŠK Púchov ellen (3-1)                                  | Vereség a HK Steel Team Trebišov ellen (0-3)                        |

| Főcsoport (B csoport) | Főcsoport (B csoport) | Főcsoport (B csoport) | Főcsoport (B csoport) | Főcsoport (B csoport) | Főcsoport (B csoport) | Főcsoport (B csoport) | Főcsoport (B csoport) | Főcsoport (B csoport) | Felsőház | Felsőház | Felsőház | Felsőház | Felsőház | Felsőház | Felsőház | Felsőház | Rájátszás                            | Rájátszás                                       | Rájátszás                       |
| Szezon                | LM                    | GY                    | GY. H.                | V. H.                 | V                     | G                     | P                     | Helyezés              | LM       | GY       | GY. H.   | V. H.    | V        | G        | P        | Helyezés | Negyeddöntő                          | Elődöntő                                        | Döntő                           |
| --------------------- | --------------------- | --------------------- | --------------------- | --------------------- | --------------------- | --------------------- | --------------------- | --------------------- | -------- | -------- | -------- | -------- | -------- | -------- | -------- | -------- | ------------------------------------ | ----------------------------------------------- | ------------------------------- |
| 2022–23               | 12                    | 8                     | 0                     | 1                     | 3                     | 66-35                 | 25                    | 3.                    | 10       | 5        | 1        | 0        | 4        | 36-34    | 17       | 3.       | Győzelem a HK Bardejov ellen (3-1)   | Győzelem a HK Delicateso Bratislava ellen (3-0) | Győzelem a HK Detva ellen (3-1) |
| 2024–25               | 12                    | 8                     | 0                     | 2                     | 2                     | 70:36                 | 26                    | 2.                    | 10       | 6        | 0        | 2        | 2        | 38:34    | 20       | 2.       | Győzelem a HK Bratislava ellen (3-0) | Vereség a Hockey Club Dukla Senica ellen (1-3)  | -                               |

### TIPOS Slovenská hokejová liga
| Főcsoport | Főcsoport | Főcsoport | Főcsoport | Főcsoport | Főcsoport | Főcsoport | Főcsoport | Főcsoport | Rájátszás                                |
| Szezon    | LM        | GY        | GY.H.     | V. H.     | V         | G         | P         | Helyezés  | Rájátszás                                |
| --------- | --------- | --------- | --------- | --------- | --------- | --------- | --------- | --------- | ---------------------------------------- |
| 2023–24   | 46        | 11        | 1         | 6         | 28        | 121-180   | 41        | 12.       | Nem jutott be, kiesett a harmadosztályba |

### Szlovák Kupa
| Főcsoport | Főcsoport | Főcsoport | Főcsoport | Főcsoport | Főcsoport | Főcsoport | Főcsoport | Főcsoport |
| Szezon    | LM        | GY        | GY.H.     | V. H.     | V         | G         | P         | Helyezés  |
| --------- | --------- | --------- | --------- | --------- | --------- | --------- | --------- | --------- |
| 2023–24   | 3         | 2         | 0         | 0         | 1         | 12-8      | 6         | 2.        |

## Játékoskeret
A HKM Rimavská Sobota 2. hokejová liga játékoskerete (frissítve: 2024. november 4.)
| Kapusok | Kapusok         |
| ------- | --------------- |
| 36      | Marek Šimko     |
| 92      | Kristián Adamko |
| 88      | Tomáš Sihelský  |

| Hátvédek | Hátvédek       |
| -------- | -------------- |
| 3        | Dušan Kmec     |
| 4        | Radoslav Gábor |
| 12       | Erik Janíček   |
| 27       | Viktor Dreisig |
| 77       | Adam Markuš    |
| 89       | Jozef Rákoš    |
| 91       | Martin Lenďák  |

| Csatárok | Csatárok        |
| -------- | --------------- |
| 9        | Denis Markuš    |
| 10       | Peter Filipiak  |
| 17       | Tomáš Trnka     |
| 18       | Richard Bořuta  |
| 24       | Igor Halás      |
| 28       | Ján Sarvaš      |
| 34       | Ladislav Ščurko |
| 68       | Filip Mlynčár   |
| 78       | Dávid Révész    |
| 87       | Peter Klajban   |

| Edzők        |
| ------------ |
| Andrej Péter |

## Edzők
- Vladimír Klinga (2023-2023)[7]
- Andrej Péter (2024-napjainkig)[8]

## Klubidentitás

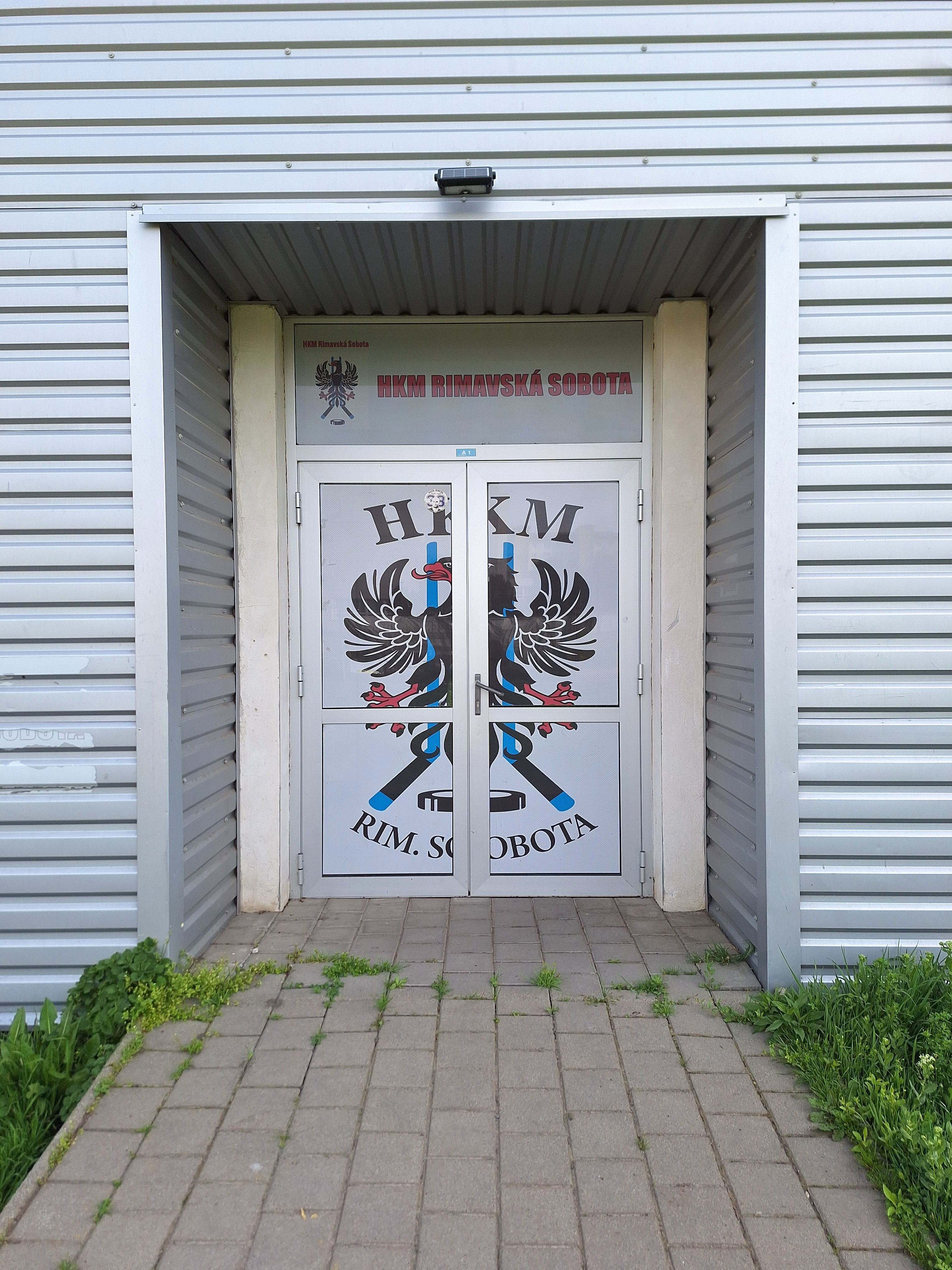
A klub logója a csapat jégcsarnokának bejáratán

A klub logójában egy fekete sas szerepel, ami a város címerére utal. A klub szurkolótáborának neve a Gemer Rascals.

## Nézettség
| Szezon  | Teljes nézőszám | Átlagos nézőszám | Helyezés a ligában |
| ------- | --------------- | ---------------- | ------------------ |
| 2024–25 | 2 633           | 438              | 6.                 |

## Híres játékosok
- Peter Országh
- Patrik Ščibran
- Peter Gallo
- Peter Šlamiar
- Matej Goláň
- Ľubomír Bačkor
- Matúš Petričko
- Karol Križan